# Yossi Abukasis
Yosef Abukasis, detto Yossi (in ebraico יוסי אבוקסיס‎?; Bat Yam, 10 settembre 1970), è un allenatore di calcio ed ex calciatore israeliano, di ruolo centrocampista, tecnico del Beitar Gerusalemme.

## Palmarès

### Giocatore

#### Competizioni nazionali
- Campionato israeliano: 3

Hapoel Tel Aviv: 1987-1988
Beitar Gerusalemme: 1996-1997, 1997-1998
- Coppa d'Israele: 2

Hapoel Tel Aviv: 2005-2006, 2006-2007
- Coppa Toto: 2

Beitar Gerusalemme: 1997-1998
Hapoel Tel Aviv: 2001-2002

### Allenatore

#### Competizioni nazionali
- Coppa d'Israele: 3

Bnei Yehuda: 2018-2019
Hapoel Be'er Sheva: 2019-2020
Beitar Gerusalemme: 2022-2023